# Municipio de South Moline
El municipio de South Moline (en inglés: South Moline Township) es un municipio ubicado en el condado de Rock Island en el estado estadounidense de Illinois. En el año 2010 tenía una población de 36399 habitantes y una densidad poblacional de 828,88 personas por km².

## Geografía
El municipio de South Moline se encuentra ubicado en las coordenadas 41°28′57″N 90°28′30″O / 41.48250, -90.47500. Según la Oficina del Censo de los Estados Unidos, el municipio tiene una superficie total de 43.91 km², de la cual 41.4 km² corresponden a tierra firme y (5.72%) 2.51 km² es agua.

## Demografía
Según el censo de 2010, había 36399 personas residiendo en el municipio de South Moline. La densidad de población era de 828,88 hab./km². De los 36399 habitantes, el municipio de South Moline estaba compuesto por el 83.3% blancos, el 6.79% eran afroamericanos, el 0.28% eran amerindios, el 3.15% eran asiáticos, el 0.05% eran isleños del Pacífico, el 3.86% eran de otras razas y el 2.56% pertenecían a dos o más razas. Del total de la población el 10.34% eran hispanos o latinos de cualquier raza.